# Ahmad Naguib Hilali Pasha
Ahmad Naguib Hilali Pasha, född 1891, död 1958, var Egyptens regeringschef från 2 mars till 2 juli och från 22 juli till 23 juli 1952.